# Wezn
Wezn eller Beta Columbae ( β Columbae, förkortat Beta Col,  β Col) som är stjärnans Bayerbeteckning, är en stjärna belägen i mellersta delen av stjärnbilden Duvan. Den har en kombinerad skenbar magnitud på 3,1 och är synlig för blotta ögat och den näst ljusaste stjärnan i stjärnbilden. Baserat på parallaxmätning under Hipparcosuppdraget beräknas den befinna sig på ett avstånd av ca 87 ljusår (26,7 parsek) från solen.

## Nomenklatur
Beta Columbae har det traditionella namnet Wazn (eller Wezn) från arabiska وزن "vikt".
År 2016 organiserade Internationella astronomiska unionen en arbetsgrupp för stjärnnamn (WGSN) med uppgift att katalogisera och standardisera riktiga namn för stjärnor. WGSN:s första bulletin i juli 2016 innehöll en tabell över de första två satserna av namn som fastställts av WGSN, där namnet Wazn/Wezn ingår för denna stjärna.

## Egenskaper
Wezn är en stjärna av spektralklass K1 IIICN + 1, där luminositetsklass "III"  anger att det är en jättestjärna som har förbrukat väteförrådet i dess kärna och utvecklats bort från huvudserien av stjärnor som solen. Notationen "CN + 1" anger en högre än normal nivå av dicyan i stjärnans atmosfär. Den interferometrimätta vinkeldiametern hos stjärnan, efter korrigering för randfördunklingen, är 3,99 ± 0,05 mas, som vid dess uppskattade avstånd motsvarar en fysisk radie på omkring 11,5 gånger solens radie. Wezn har, trots att den har expanderat till denna radie, bara cirka 10 procent större massa än solen. Stjärnan utstrålar från dess yttre skikt energi vid en effektiv temperatur på 4 545 K, som är 56 gånger större än solens utstrålning, vilket resulterar i en orange färg som är karakteristisk för en kall stjärna av typ K.
Wezn har en hög egenrörelse över den himmelska sfären  och rör sig med en ovanligt stor hastighet på 100 km/s i förhållande till solen. För omkring 107 200 år sedan hade den en nära kontakt med Beta Pictoris. Den uppskattade separationen av de två stjärnorna vid denna tidpunkt var omkring 1,9 ljusår (0,58 parsec) och Wezn kan då ha stört perifera planetesimaler inom stoftskivan kring Beta Pictoris.